# Högadals IS

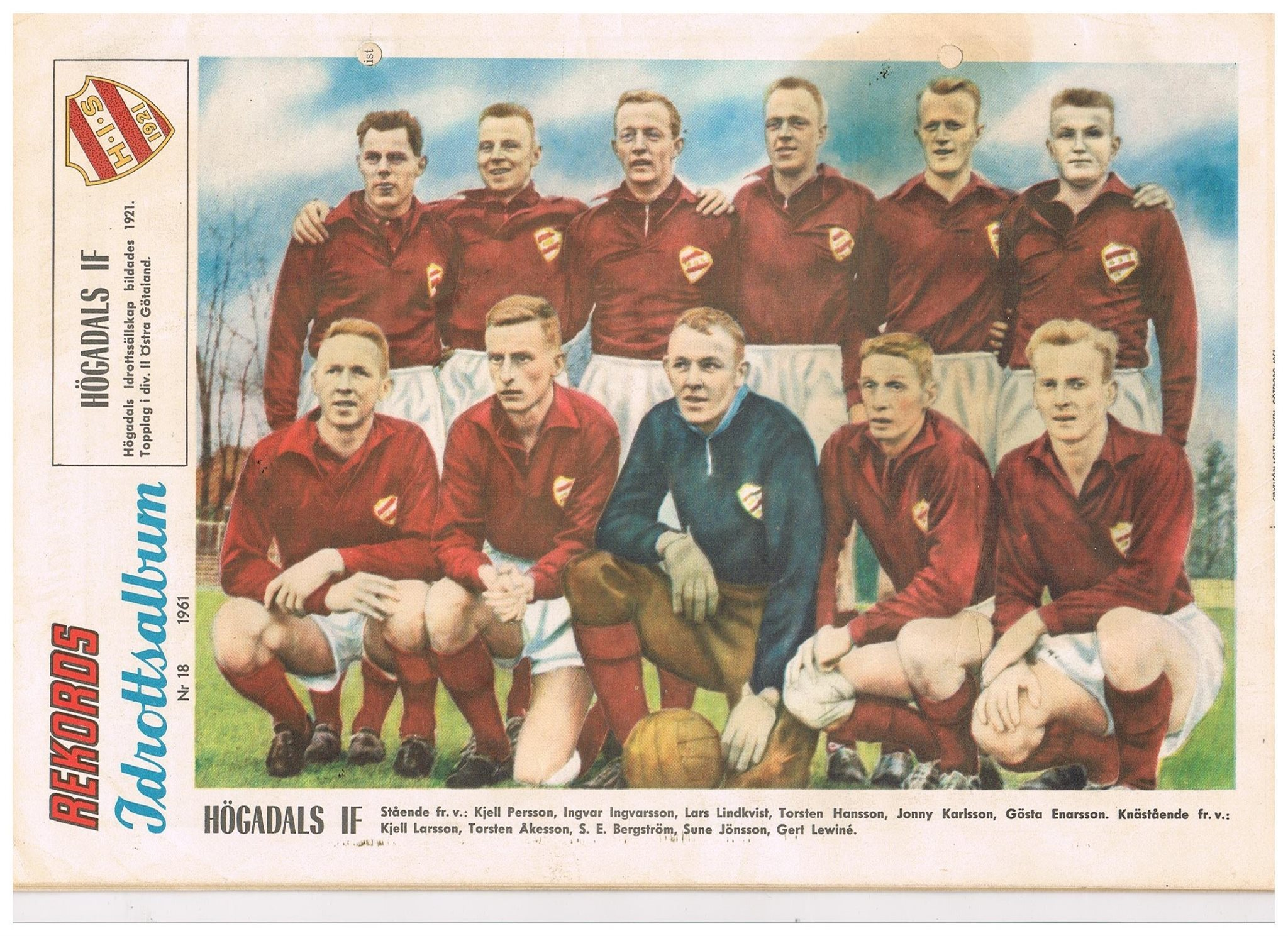
Mannschaftsbild aus dem Jahr 1961, als Högadals IS in die höchste Spielklasse Allsvenskan aufstieg.

Högadals Idrottssällskap ist ein schwedischer Fußballverein aus Karlshamn. Der Verein spielte 1962 eine Spielzeit in der ersten Liga. Derzeit tritt die Mannschaft in der sechstklassigen Division 4 an.

## Geschichte
1921 wurde Högadals Idrottssällskap gegründet. Die Fußballmannschaft trat zunächst nur unterklassig an. In der Spielzeit 1934/35 spielte der Klub erstmals drittklassig, stieg aber direkt wieder ab. 1939 gelang die erneute Rückkehr in die Division 3. Dieses Mal konnte sich die Mannschaft auf diesem Spielniveau etablieren und auf Anhieb gelangen in der Staffel Sydöstra Platzierungen im vorderen Bereich der Tabelle. 1943 wurde der Klub erstmals Staffelsieger, in den Aufstiegsspielen zur zweiten Liga scheiterte man jedoch an Kalmar FF. In den folgenden beiden Spielzeiten wurde man noch Vizemeister, als Tabellenvierter fiel der Klub einer Ligareform zum Opfer, in der die dritte Liga neu geordnet wurde und die 17 Drittligastaffeln zu vier Staffeln zusammengefasst wurden. Die Rückkehr in die dritte Liga in der Spielzeit 1953/54 misslang, als Tabellenletzter mit sieben Pluspunkten stieg die Mannschaft direkt wieder ab. Jedoch folgte dem direkten Abstieg der sofortige Wiederaufstieg und dieses Mal gelang als Vizemeister hinter IFK Kristianstad beinahe sogar der Durchmarsch in die zweite Liga. Nach einem weiteren Vizemeistertitel bewies die Mannschaft in der wegen der Umstellung auf Spielzeiten im Jahresrhythmus verlängerten Spielzeit 1957/58 den längsten Atem und konnte mit sieben Punkten Vorsprung auf Olofströms IF den Staffelsieg in der Division 3 Sydöstra Götaland und damit den Aufstieg in die zweite Liga feiern.
In der Staffel Östra Götland konnte Högadals IS auf Anhieb überzeugen und wurde am Ende der ersten Zweitligasaison in der Geschichte des Vereins Tabellendritter, Staffelsieger Landskrona BoIS hatte sechs Punkte Vorsprung. Ein Jahr später wurde derselbe Platz eingenommen, der Rückstand auf den Staffelsieger – IFK Kristianstad – betrug nur noch zwei Punkte. In der Spielzeit 1961 wurde die Mannschaft mit zwei Punkten Vorsprung auf den Kristianstad Staffelsieger. In den folgenden Aufstiegsspielen musste der Verein gegen Djurgårdens IF, GIF Sundsvall und Östers IF antreten. Nach zwei Siegen zum Auftakt schmerzte die Niederlage gegen DIF nicht mehr, beide Klubs standen bereits als Aufsteiger in die Allsvenskan fest.
Die Erstligaspielzeit 1962 verlief für Högadals IS erfolglos. Mit nur drei Siegen und drei Unentschieden musste die Mannschaft den direkten Weg zurück ins Unterhaus antreten. In den beiden folgenden Zweitligaspielzeiten konnte sich der Klub zwar im vorderen Teil der Tabelle platzieren, hatte aber mit dem Aufstieg nichts zu tun. Die Spielzeit 1965 endete für den Verein auf einem Abstiegsplatz und zusammen mit dem IFK Kristianstad und dem Lokalrivalen IFK Karlshamn musste der Gang in die Drittklassigkeit angetreten werden.
Nach einer vom Abstiegskampf geprägten Saison 1966 konnte sich Högadals IS in den folgenden Jahren zunächst noch im vorderen Bereich der dritten Liga etablieren, zu Beginn der 1970er Jahre ging es aber bergab. 1972 fand sich die Mannschaft zu Saisonende nur noch auf einem Abstiegsplatz wieder. In der vierten Liga gelang die Meisterschaft und damit die direkte Rückkehr in die Division 3. 1976 erfolgte der abermalige Abstieg, dem erneut die sofortige Rückkehr folgte. 1986 kam der Verein im Zuge einer Ligareform in die nun viertklassige Division 3. In dieser spielte die Mannschaft sechs Jahre, meistens gegen den Abstieg. Dieser erfolgte 1992 und bis zum Wiederaufstieg 1998 spielte der Klub nur noch fünftklassig. In den folgenden Jahren etablierte sich der Verein als Fahrstuhlmannschaft zwischen viertem und fünftem Spielniveau. 2006 stieg die Mannschaft in die sechste Liga ab.